# I Know You Want Me
«I Know You Want Me» — перший сингл з другого студійного альбому репера Young Buck Buck the World.

## Відеокліп
Режисер: Пол Гантер. У відео знялися 50 Cent, Тоні Єйо, M.O.P., Mobb Deep, Ллойд Бенкс, Ludacris, Spider Loc та ін.

## Чартові позиції
| Чарт (2007)                        | Найвища позиція |
| ---------------------------------- | --------------- |
| US Billboard Hot R&B/Hip-Hop Songs | 67              |